# 1967 في الفلبين
فيما يلي قوائم الأحداث التي وقعت خلال عام 1967 في الفلبين.

## سياسة

### تعيين في المنصب
- 30 ديسمبر – بينينو أكينو عضو مجلس الشيوخ الفلبيني ‏.

### انتهاء فترة المنصب
- 26 يناير – ارتورو تولنتينو رئيس مجلس الشيوخ في الفلبين [الإنجليزية]‏.

## مواليد

### يناير
- 25 يناير – نيلسون أسايتونو لاعب كرة سلة فلبيني.
- 26 يناير – برايان كالين ممثل أمريكي.

### فبراير
- 18 فبراير – زلدي ريالوبيت
- 23 فبراير – غلاديس رييس ممثلة فلبينية.

### يونيو
- 20 يونيو – فرنسيس رييس موسيقي فلبيني.
- 26 يونيو – لويسيتو إسبينوزا ملاكم فلبيني.

### يوليو
- 30 يوليو – أندرو إي.

### سبتمبر
- 5 سبتمبر – أرنيل بينيدا مغني فلبيني.

### نوفمبر
- 6 نوفمبر – بونغ هوكينز لاعب كرة سلة فلبيني.

## وفيات

### يناير
- 26 يناير – كونسيبسيون فيليكس (مواليد 1884)

### فبراير
- 20 فبراير – جيمس إل. غوردون (مواليد 1917) سياسي فلبيني.